# Classificazione internazionale del funzionamento, della disabilità e della salute
La Classificazione internazionale del funzionamento, della disabilità e della salute (in inglese International Classification of Functioning, Disability and Health; in sigla, ICF) è un sistema di classificazione della disabilità sviluppato dall'Organizzazione mondiale della sanità (OMS).
Dopo nove anni di revisioni coordinate dall'OMS, la 54° Assemblea mondiale della salute ha approvato la Classificazione del funzionamento, della disabilità e della salute (ICF) il 22 maggio 2001. 
L'ICF è una delle tre classificazioni di riferimento dell'OMS, insieme alla Classificazione internazionale statistica delle malattie e dei problemi sanitari correlati (ICD) giunta all'undicesima revisione (ICD-11) e alla Classificazione internazionale degli interventi sanitari (ICHI), in corso di sviluppo. L'OMS le ha sviluppate per poter raccogliere e scambiare in modo unitario e standard le informazioni sulle malattie, sul funzionamento e sugli interventi sanitari.
Il funzionamento e la disabilità sono viste dall'ICF come una complessa interazione tra le condizioni di salute dell'individuo e i fattori ambientali e personali. La classificazione li considera aspetti dinamici e in interazione tra loro, modificabili nel corso della vita di un individuo e pertanto mai uguali a se stessi. 
Siccome l'ICF intende la disabilità come interazione tra persona con una condizione di salute e contesto, il modello descrittivo proposto dall'ICF è applicabile a tutte le persone con una qualche condizione di salute. I termini che l'ICF ordina sono neutri rispetto all'eziologia delle malattie.
l'ICF si divide in due parti, ciascuna composta da due componenti:
Parte 1: Funzionamento e Disabilità
Vengono classificate Funzioni e Strutture corporee, in otto distinti capitoli
e Attività e Partecipazione, in nove distinti capitoli.
Parte 2: Fattori Contestuali
Vengono classificati i Fattori Ambientali, in cinque distinti capitoli. Questa parte comprende anche i Fattori Personali, che al momento non sono classificati.
L'OMS ha sviluppato inoltre un sistema per descrivere l'entità dei problemi a livello delle funzioni e delle strutture corporee, delle attività e della partecipazione e dei fattori ambientali. Tale sistema prevede di usare i cosiddetti qualificatori che permettono di chiarire se esiste un problema e quanto sia importante: un valore di qualificatore pari a 0 descrive l'assenza di problema, mentre il valore pari a 4 descrive un problema completo.
I qualificatori principali della componente Attività e Partecipazione sono "Performance" e "Capacità". Il qualificatore Performance descrive la difficoltà con cui viene realizzata un'attività tenendo in considerazione i fattori ambientali che influenzano tale svolgimento. Il qualificatore Capacità descrive la difficoltà con cui viene svolta un'attività in assenza di fattori ambientali specifici o adattati. Per ogni attività considerata nella valutazione di un individuo, I due qualificatori principali devono essere indicati.  Fondamentale è poter analizzare e descrivere l'effetto dei Fattori ambientali. L'ICF permette di descrivere Fattori ambientali Facilitatori e Fattori ambientali Barriera. 
La traduzione italiana della versione OMS del 2001 è stata realizzata dalla casa editrice Erickson.:
L'ICF viene aggiornata annualmente dall'OMS. La traduzione italiana degli aggiornamenti prodotti dall'OMS viene curata dal Centro collaboratore italiano dell'OMS per la Famiglia delle Classificazioni internazionali, che le pubblica sul Portale italiano delle classificazioni sanitarie.
Nel 2007 ne è stata approvata una versione "CY", ovvero "for children and youth", orientata alla popolazione pediatrica.
I Centri collaboratori dell'OMS hanno creato uno strumento gratuito di formazione all'uso dell'ICF, in parte ancora da completare.